# Apolonio de Carvalho
 (novembre 2024).
Pour les articles homonymes, voir Carvalho.
Apolonio de Carvalho  est un homme politique brésilien, ancien membre des Brigades internationales et de la résistance française.
Jorge Amado le surnomme héros de trois patries en raison de sa lutte en Espagne, France, et au Brésil.
Né en 1912 à Corumba, (Mato Grosso), il est d'abord officier puis adhère au parti communiste brésilien. Le dictateur Getúlio Vargas l'emprisonne.
À sa libération, il participe à la guerre d'Espagne contre le général Franco. La défaite des républicains espagnols le conduit en France, où il s'engage dans le maquis dans la région de Toulouse. Il participe à la libération du sud de la France où il rencontre sa future épouse, Renée Laugery, originaire de Marseille.
Le président Luiz Inacio Lula da Silva parle de lui comme un des plus grands exemples de bravoure, de courage et de cohérence de l'histoire brésilienne.
Il est décédé le 23 septembre 2005.